# Söderörarna och Rönnlövsholmen
Söderörarna och Rönnlövsholmen är en ö i Finland. Den ligger i Norra kvarken och i kommunen Nykarleby i den ekonomiska regionen  Jakobstadsregionen i landskapet Österbotten, i den västra delen av landet. Ön ligger omkring 46 kilometer nordöst om Vasa och omkring 390 kilometer norr om Helsingfors.
Öns area är 38 hektar och dess största längd är 0,9 kilometer i sydväst-nordöstlig riktning.

## Klimat
Inlandsklimat råder i trakten. Årsmedeltemperaturen i trakten är 3 °C. Den varmaste månaden är augusti, då medeltemperaturen är 15 °C, och den kallaste är januari, med −9 °C.